# 第46回衆議院議員総選挙
第46回衆議院議員総選挙（だい46かいしゅうぎいんぎいんそうせんきょ）は、2012年（平成24年）12月16日に日本で行われた国会（衆議院）議員の総選挙である。

## 概要

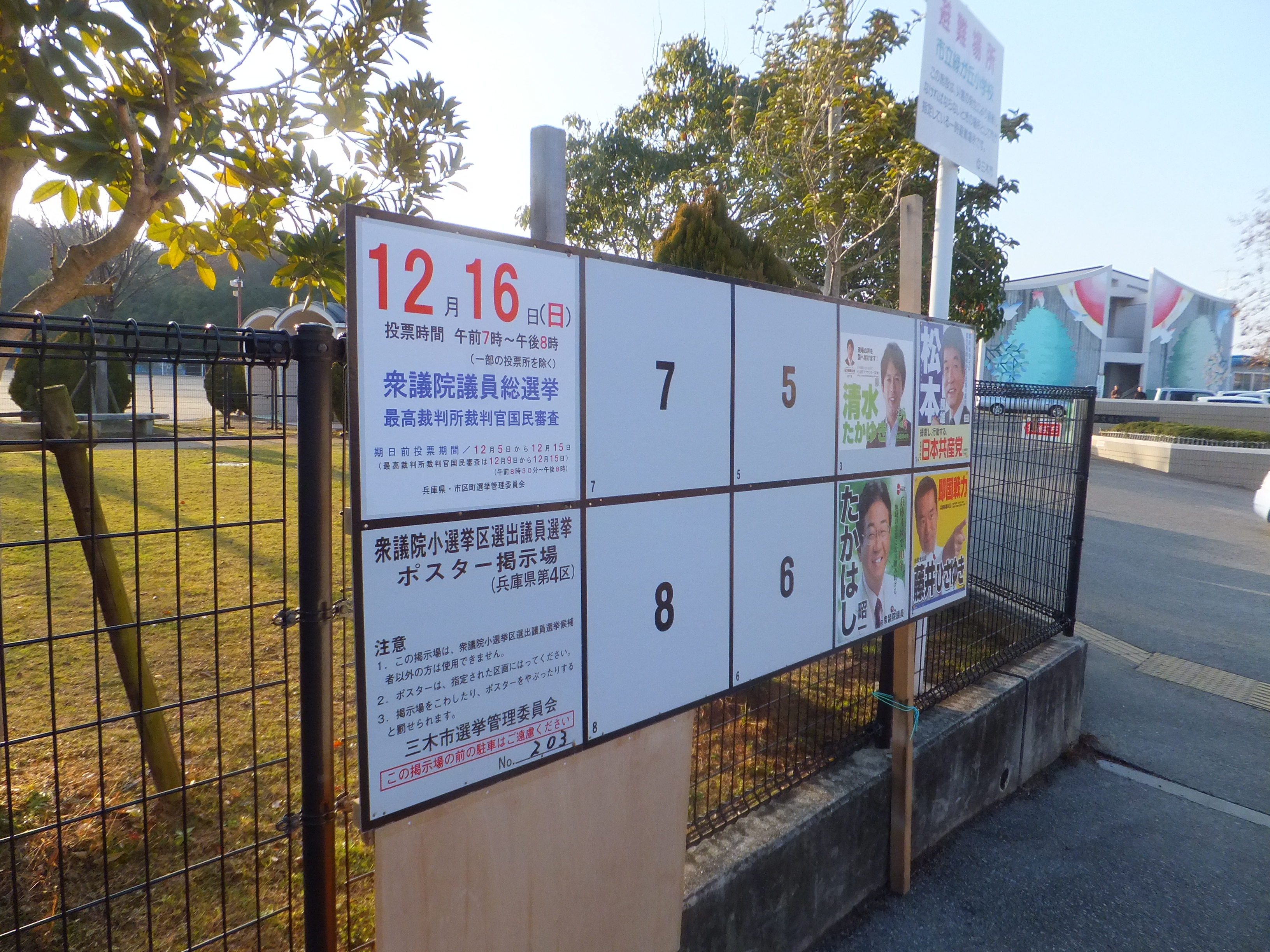
第46回衆議院議員総選挙候補者掲示板 兵庫県第4区(兵庫県三木市)

2009年（平成21年）8月30日に施行された第45回総選挙では、新憲法施行以来初めて保守政党（自由党→自由民主党）直系以外の政党である民主党が単独で過半数を獲得したが、この選挙で当選した衆議院議員の任期が2013年（平成25年）8月29日で満了を迎えるため、同年10月8日までに次の総選挙を行うことが必須となっていた。

### 選挙前の動向
2012年（平成24年）の第180回国会において、野田佳彦内閣総理大臣・民主党代表は社会保障と税の一体改革を巡る消費税増税法案の採決に際し「近いうちに国民の信を問う」ことを条件に自由民主党・公明党の協力を取り付け、同法案を成立させた。しかしこの国会中に解散はされずに会期を終えた。その後、9月の民主党代表選挙・自由民主党総裁選挙を経て、10月末に第181回国会が召集されたが、それ以降も解散が行われる気配はなかった。
しかし11月14日、野田は国家基本政策委員会合同審査会における党首討論で「（衆議院議員定数削減法案への賛同の）御決断をいただくならば、私は今週末の（11月）16日に解散をしてもいいと思っております」と、翌々日にも解散するつもりがあることを突如として表明。安倍晋三自由民主党総裁もこれに同調したため、その日の夕方に政府・民主党の首脳が総理大臣官邸で会合を開いて協議した結果、総選挙の日程を12月4日公示、12月16日投開票とする旨を決定した。
こうした動きを受け、衆議院議院運営委員会が11月15日に理事会を開催し、11月16日に衆議院解散を宣言するための本会議開催を決定、11月16日午後3時50分、日本国憲法第7条の規定によって衆議院が解散された。現憲法施行後、総選挙の投票日が12月に設定される「師走選挙」は、1983年（昭和58年）の第37回総選挙以来29年ぶり5回目となった。

### 国政政党の乱立
衆議院議員の任期が1年9ヶ月を切った2011年12月頃から、総選挙を睨んで国会議員が既成政党を離党し、国会議員5人以上によって政党要件を満たして新党を結党する動きがおこり、新党大地・真民主、新党きづな、国民の生活が第一、みどりの風、日本維新の会、減税日本、太陽の党（旧たちあがれ日本）が政党要件を満たした政党として結党した。
また、2012年12月以前にも2005年8月から9月に第44回衆院選を睨んだ新党結党（国民新党、新党日本）、2008年8月から2009年8月に第45回衆院選を睨んだ新党結党（改革クラブ（後の新党改革）、みんなの党）、2010年参院選を睨んだ新党結党（たちあがれ日本（後の太陽の党）、新党改革（旧改革クラブ））が政党要件を満たす新党結党が起こっていた。
2004年7月には日本の国政政党は5党（自由民主党、民主党、公明党、日本共産党、社会民主党）に収斂されていたが、上述のように2005年8月から2012年11月までに政党要件を満たす新党が11も結党されており、その結果、野田首相が解散表明をした翌日の2012年11月15日時点では国政政党数が以下のように16にものぼっていた。
- 民主党
- 自由民主党
- 国民の生活が第一
- 公明党
- 日本共産党
- みんなの党
- 新党きづな
- 社会民主党
- 日本維新の会
- 新党大地・真民主
- 太陽の党
- 減税日本
- みどりの風
- 国民新党
- 新党改革
- 新党日本

これについて、有権者からは政党が乱立しすぎてわかりづらいという声が上がった。また、民主党勢力と自民党・公明党勢力以外の第三極の勢力が分散しすぎているという指摘もあった。
2012年11月15日以降も、民主党から離党した上で別政党に入党して立候補しようとする国会議員が出た。
また第三極について、以下のような政党の離散集合などが行われた。
- 「国民の生活が第一」と「新党きづな」が合併し、存続政党は「国民の生活が第一」に。
- 「日本維新の会」と「太陽の党」が合併し、存続政党は「日本維新の会」に。
- 「国民新党」を離党した亀井静香前衆議院議員と「民主党」を離党した山田正彦前衆議院議員が「反TPP・脱原発・消費増税凍結を実現する党」の結党宣言（総務省への登記はなされず）。
- 「減税日本」と「反TPP・脱原発・消費増税凍結を実現する党」が合併を宣言し、「減税日本・反TPP・脱原発を実現する党」の結党表明（総務省への登記はなされず）。
- 「国民の生活が第一」と「減税日本・反TPP・脱原発を実現する党」が合併し、さらに「みどりの風」の前衆議院議員も参加して「日本未来の党」が結党。
- 「みどりの風」が所属国会議員が4名となり政党要件を喪失。
- 「新党大地・真民主」が党名を「新党大地」に改名。

その結果、2012年12月4日までに選挙に立候補を表明している政党要件を満たす政党は以下の12となり、小選挙区比例代表並立制が導入された1996年以降の衆議院議員総選挙としては、要件を満たした政党の立候補届出が過去最多となった。
- 民主党
- 自由民主党
- 日本未来の党
- 公明党
- 日本共産党
- みんなの党
- 社会民主党
- 日本維新の会
- 新党大地
- 国民新党
- 新党改革
- 新党日本

政党の乱立にあわせ、立候補者数も現憲法下で最多となった。また、新興政党では日本未来の党が公示日の比例立候補者名簿の届け出が大幅に遅れ、総務省の審査作業が深夜にもつれ込む事態となったほか、日本維新の会は事前に公表した候補者リストの名前や年齢、性別などで誤植が頻繁に見つかり、発表直後の選挙区変更や、公示日に立候補予定者が出馬を辞退するなど迷走を続けた。

## 選挙データ

### 内閣
- 選挙時 : 野田第3次改造内閣（第95代）
  - 内閣総理大臣：野田佳彦（第9代民主党代表）
  - 与党：民主党、国民新党（民国連立政権）
- 選挙後 : 第2次安倍内閣（第96代）
  - 内閣総理大臣：安倍晋三（第25代自由民主党総裁）
  - 与党：自由民主党、公明党（自公連立政権）

### 解散日
- 2012年（平成24年）11月16日

### 解散名
- 「近いうち解散」
- 「近いうちじゃなかった『近いうち解散』」
- 「寄り切り解散」
- 「皆殺し解散」
- 「バカ正直解散」
- 「自爆テロ解散」

### 公示日
- 2012年（平成24年）12月4日[1]

### 投票日
- 2012年（平成24年）12月16日[1]

### 改選数
- 480
  - 小選挙区：300
  - 比例代表：180

### 選挙制度
- 小選挙区比例代表並立制
  - 小選挙区制
  - 比例代表制
    - 地域ブロック：11
      - 北海道ブロック　：08
      - 東北ブロック　　：14
      - 北関東ブロック　：20
      - 南関東ブロック　：22
      - 東京ブロック　　：17
      - 北陸信越ブロック：11
      - 東海ブロック　　：21
      - 近畿ブロック　　：29
      - 中国ブロック　　：11
      - 四国ブロック　　：06
      - 九州ブロック　　：21

投票方法
秘密投票、単記投票、2票制（小選挙区・比例代表）
選挙権
満20歳以上の日本国民
被選挙権
満25歳以上の日本国民
有権者数
1億0395万9866（男性：5020万4503、女性：5375万5363）
国内：1億0385万4030（男性：5015万3855、女性：5370万0175）
在外：10万5836（男性：5万0648、女性：5万5188）
前回の第45回総選挙では有権者数がそれまでの最多となる1億0405万7361人を記録したが、今回の総選挙ではこれが初めて前回比で減少となった。なお日本の総人口はすでに2008年の1億2808万人をピークに以後は減少に転じているが、第48回総選挙は選挙権年齢が20歳以上から18歳以上に引き下げられたことで、有権者数は1億0609万1229人と過去最多を更新している。

### 同日実施の選挙等
国民投票
- 最高裁判所裁判官国民審査[9]

首長選挙
- 東京都知事選挙[10] - 国政選挙と首都のリーダーを決める都知事選の同日執行は憲政史上初めてのこと。
- 茨城県古河市長選挙[11]
- 千葉県御宿町長選挙[12]

地方議会選挙
- 北海道議会補欠選挙（登別市選挙区）[13]
- 東京都議会議員補欠選挙（葛飾区選挙区、世田谷区選挙区[14]、八王子市選挙区）
- 茨城県議会議員補欠選挙（かすみがうら市選挙区、守谷市選挙区）
- 神奈川県横浜市議会議員補欠選挙（西区選挙区）
- 京都府宇治市長選挙・同市議会議員補欠選挙[15]
- 富山県議会議員補欠選挙（富山市第1選挙区）
- 福井県議会議員補欠選挙（福井市選挙区）
- 大阪府大阪市議会議員補欠選挙（港区選挙区）
- 奈良県議会議員補欠選挙（山辺郡・奈良市選挙区）[16]

## 主な争点

### 政局
- 政権交代（民主党政権3年3カ月間）とマニフェストの評価。

### 政策
- 景気回復・財政再建・円高対策などの経済政策。
- 東北地方太平洋沖地震（東日本大震災）の復興の進め方。
- 尖閣諸島や竹島などの領土問題や国防、外交に対する各政党の対応。
- 環太平洋パートナーシップ協定（TPP）への参加の是非。
- 消費税率引き上げの是非。
- 福島第一原子力発電所事故後の原発政策のあり方と、原発に代わる代替エネルギーについて。

## 選挙運動
小選挙区と比例代表合わせて1504名が立候補を届け出た。候補者を擁立した政党は12党で、小選挙区制が導入された1996年（平成8年）の第41回衆議院議員総選挙以後では、最多となった。また候補者数についても現行憲法下では最多となっている。

### 党派別立候補者数
| 党派                                                                                | 党派                 | 計    | 内訳 | 内訳 | 内訳 | 男性  | 女性 | 小選挙区 | 小選挙区 | 小選挙区 | 小選挙区 | 小選挙区 | 小選挙区 | 比例代表 | 比例代表 | 比例代表 | 比例代表 | 比例代表 | 比例代表 | 比例代表 | 比例代表 | 公示前 |
| 党派                                                                                | 党派                 | 計    | 前   | 元   | 新   | 男性  | 女性 | 計       | 前       | 元       | 新       | 男性     | 女性     | 計       | 単独     | 重複     | 前       | 元       | 新       | 男性     | 女性     | 公示前 |
| ----------------------------------------------------------------------------------- | -------------------- | ----- | ---- | ---- | ---- | ----- | ---- | -------- | -------- | -------- | -------- | -------- | -------- | -------- | -------- | -------- | -------- | -------- | -------- | -------- | -------- | ------ |
|                                                                                     | 民主党               | 267   | 212  | 2    | 53   | 230   | 37   | 264      | 209      | 2        | 53       | 227      | 37       | 267      | 3        | 264      | 3        | 0        | 0        | 3        | 0        | 230    |
|                                                                                     | 自由民主党           | 337   | 106  | 73   | 158  | 310   | 27   | 288      | 105      | 70       | 113      | 264      | 24       | 326      | 49       | 277      | 1        | 3        | 45       | 46       | 3        | 118    |
|                                                                                     | 日本未来の党         | 121   | 60   | 4    | 57   | 93    | 28   | 111      | 53       | 4        | 54       | 85       | 26       | 119      | 10       | 109      | 7        | 0        | 3        | 8        | 2        | 61     |
|                                                                                     | 公明党               | 54    | 15   | 6    | 33   | 50    | 4    | 9        | 2        | 4        | 3        | 9        | 0        | 45       | 45       | 0        | 13       | 2        | 30       | 41       | 4        | 21     |
|                                                                                     | 日本維新の会         | 172   | 11   | 18   | 143  | 160   | 12   | 151      | 11       | 12       | 128      | 139      | 12       | 172      | 21       | 151      | 0        | 6        | 15       | 21       | 0        | 11     |
|                                                                                     | 日本共産党           | 322   | 8    | 2    | 312  | 242   | 80   | 299      | 2        | 2        | 295      | 228      | 71       | 35       | 23       | 12       | 6        | 0        | 17       | 14       | 9        | 9      |
|                                                                                     | みんなの党           | 69    | 8    | 0    | 61   | 66    | 3    | 65       | 7        | 0        | 58       | 62       | 3        | 68       | 4        | 64       | 1        | 0        | 3        | 4        | 0        | 8      |
|                                                                                     | 社会民主党           | 33    | 4    | 2    | 27   | 27    | 6    | 23       | 3        | 0        | 20       | 19       | 4        | 33       | 10       | 23       | 1        | 2        | 7        | 8        | 2        | 5      |
|                                                                                     | 新党大地             | 7     | 3    | 0    | 4    | 5     | 2    | 7        | 3        | 0        | 4        | 5        | 2        | 7        | 0        | 7        | 0        | 0        | 0        | 0        | 0        | 3      |
|                                                                                     | 国民新党             | 3     | 2    | 0    | 1    | 3     | 0    | 2        | 1        | 0        | 1        | 2        | 0        | 1        | 1        | 0        | 1        | 0        | 0        | 1        | 0        | 2      |
|                                                                                     | 新党改革             | 2     | 0    | 0    | 2    | 2     | 0    | -        | -        | -        | -        | -        | -        | 2        | 2        | 0        | 0        | 0        | 2        | 2        | 0        | 0      |
|                                                                                     | 新党日本             | 1     | 1    | 0    | 0    | 1     | 0    | 1        | 1        | 0        | 0        | 1        | 0        | -        | -        | -        | -        | -        | -        | -        | -        | 1      |
|                                                                                     | 幸福実現党           | 63    | 0    | 0    | 63   | 43    | 20   | 20       | 0        | 0        | 20       | 12       | 8        | 42       | 42       | 0        | 0        | 0        | 42       | 30       | 12       | 0      |
|                                                                                     | 二十一世紀日本維新会 | 1     | 0    | 0    | 1    | 1     | 0    | 1        | 0        | 0        | 1        | 1        | 0        | -        | -        | -        | -        | -        | -        | -        | -        | 0      |
|                                                                                     | 当たり前党           | 1     | 0    | 0    | 1    | 0     | 1    | 1        | 0        | 0        | 1        | 0        | 1        | -        | -        | -        | -        | -        | -        | -        | -        | 0      |
|                                                                                     | アイヌ民族党         | 1     | 0    | 0    | 1    | 0     | 1    | 1        | 0        | 0        | 1        | 0        | 1        | -        | -        | -        | -        | -        | -        | -        | -        | 0      |
|                                                                                     | 安楽死党             | 1     | 0    | 0    | 1    | 1     | 0    | 1        | 0        | 0        | 1        | 1        | 0        | -        | -        | -        | -        | -        | -        | -        | -        | 0      |
|                                                                                     | 世界経済共同体党     | 1     | 0    | 0    | 1    | 1     | 0    | 1        | 0        | 0        | 1        | 1        | 0        | -        | -        | -        | -        | -        | -        | -        | -        | 0      |
|                                                                                     | 無所属               | 49    | 6    | 8    | 35   | 45    | 4    | 49       | 6        | 8        | 35       | 45       | 4        | -        | -        | -        | -        | -        | -        | -        | -        | 10     |
| 合計                                                                                | 合計                 | 1,504 | 436  | 115  | 953  | 1,279 | 225  | 1,294    | 403      | 102      | 789      | 1,101    | 193      | 1,117    | 210      | 907      | 33       | 13       | 164      | 178      | 32       | 479    |
| 出典：総務省｜平成24年12月16日執行 衆議院議員総選挙・最高裁判所裁判官国民審査結果調 |                      |       |      |      |      |       |      |          |          |          |          |          |          |          |          |          |          |          |          |          |          |        |

- 無所属前職の長尾敬は選挙期間中の12月13日、自民党に追加公認された。

### 党派の動き

#### 公約
民主党　　　：民主党の政権政策Manifesto2012 (PDF) 
国民新党　　：日本再起動2012政策集 (PDF) 
自由民主党　：重点政策2012自民党 (PDF) 
公明党　　　：公明党政策集 Policy2012 (PDF) 
日本未来の党：未来への約束 (PDF) 
日本共産党　：総選挙政策改革ビジョン (PDF) 
社会民主党　：マニフェスト総合版 (PDF) 
みんなの党　：アジェンダ2012完全版 (PDF) 
新党改革　　：新党改革の約束2012 (PDF) 
日本維新の会：骨太2013-2016 (PDF) 
新党大地　　：新党大地の誓い (PDF) 

##### 民間団体によるマニフェストの評価
- 言論NPOが、主要5政党の分野別マニフェスト評価（100点満点） を発表している。

#### キャッチコピー
民主党　　　：動かすのは、決断。
国民新党　　：日本再起動
自由民主党　：日本を、取り戻す。
公明党　　　：日本再建
日本未来の党：だれもが希望をもてる未来を。
日本共産党　：提案し、行動する。
社会民主党　：生活再建
みんなの党　：闘う改革。
新党改革　　：世界に誇れる日本へ！
日本維新の会：今こそ、維新を。
新党大地　　：新党大地の誓い
新党日本　　：尼崎のために。日本のために。

#### プロモーション
選挙期間中、各政党はCMや新聞、インターネットの動画サイト等を使って積極的にプロモーション展開をした。
- 民主党

「今と未来に、誠実でありたい。」編（１２０秒）
「高校無償化」編（３０秒）
「消えた年金の回復」編（３０秒）
「医療立て直し」編（３０秒）
「動かすのは決断・胸を張って」編（３０秒）
「動かすのは決断・総理の経験」編（３０秒）
- 自由民主党

【（30秒Ver.）】「日本を、取り戻す。」
- みんなの党

スケボー篇 part1 【増税凍結・原発ゼロ・経済復活】（15秒）
スケボー篇 part2 【経済復活・行政改革・電力自由化】（15秒）
- 新党日本

新党日本2012年CM
- 幸福実現党

TVCM①（15秒）
TVCM②（15秒）
TVCM③（30秒）

## 選挙結果

各党の議席

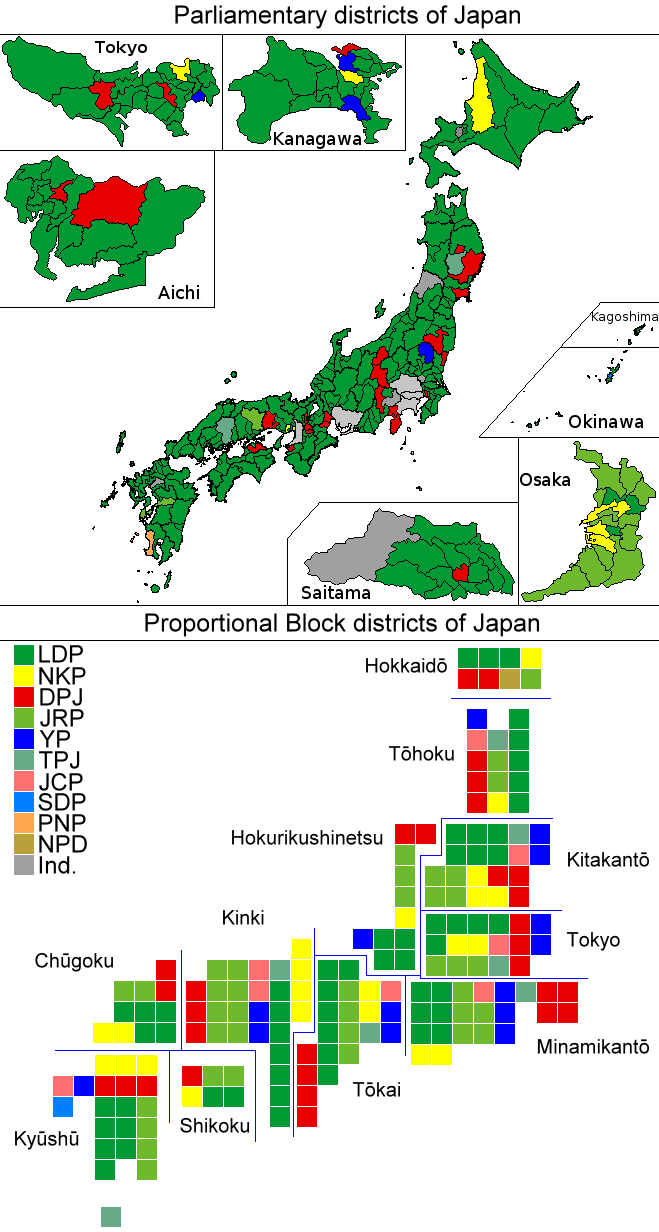
選挙結果地図
LDP：自民党、NKP：公明党、DPJ：民主党
JRP：日本維新の会、YP：みんなの党
TPJ：日本未来の党、JCP：日本共産党
SDP：社会民主党、PNP：国民新党
NPD：新党大地、Ind：無所属

投票率は59.32%と過去最低を更新した。前回と比較すると10ポイント近い下落となった。
前回の総選挙から解散を経る事なく3年3か月にわたって続いた民主党政権は、鳩山由紀夫内閣時代の政治とカネを巡る疑惑や普天間基地移設問題、菅直人内閣下での東日本大震災、福島第一原子力発電所事故への対応や経済不況、尖閣諸島中国漁船衝突事件に対する問題、外交で中国及び米国と関係を損ねた点、野田佳彦内閣での震災復興政策や、政権交代に伴い掲げたマニフェスト（公約）の多くを実現出来ずに、経済対策でも対応が遅れた点などで国民の失望を買い、野田内閣まで続いた低支持率が選挙結果に影響し、結果として今回の総選挙で国民の民主党政権に対する厳しい評価が浮き彫りとなった。
選挙の結果、野党第一党の自由民主党は294議席（改選前119議席。解散・公示後の増減を含む。以下同じ）を獲得し、単独で絶対安定多数（269議席）を上回る大勝で第一党に返り咲いた。また、公明党の31議席と合わせて衆議院での再可決が可能となる3分の2を超える325議席を獲得し、政権を奪還した。この選挙で圧倒的な議席数を得た自民党は、公明党と新たな連立政権樹立に合意。12月26日の第182回国会において、野田の引責辞任と内閣総辞職に伴い、2007年9月26日の辞任から5年3か月ぶりに首相（第96代）に就任した安倍によって第2次安倍内閣が発足した。首相再就任は1948年（昭和23年）に成立した第2次吉田内閣の吉田茂（第45代・第48 - 第51代）以来64年ぶりである。
ただ、比例代表の獲得議席や得票率では議席配分比ほどの大差とはならなかった。実際、自民党の比例代表の議席は前回総選挙と比較しても2議席しか増えておらず、比例の獲得票自体は減少している。これは、政党の乱立により民主党や第三極の各政党が、それぞれの小選挙区に候補者を擁立したことで、票を食い合った点も指摘されている。
一方、与党であった民主党は改選前の230議席からほぼ4分の1、前回獲得数の308議席からは5分の1以下に留まる57議席となり、歴史的かつ壊滅的な惨敗を喫した。比例代表では日本維新の会に次ぐ第3党に転落した。
特に現職閣僚の落選者が続出し、内閣官房長官の藤村修が現憲法下では初の現職官房長官の落選となったのを始め、総務大臣の樽床伸二、財務大臣の城島光力、文部科学大臣の田中眞紀子、厚生労働大臣の三井辨雄、国家公安委員長の小平忠正、金融担当大臣の中塚一宏の7人が落選。国民新党の郵政民営化担当大臣の下地幹郎も落選したため、現憲法下では最多の8人の現職閣僚が落選した。また、副大臣・大臣政務官も23人落選しており、合わせて31人の政務三役が議席を失う形となった。党執行部も副代表の鹿野道彦、川端達夫、仙谷由人、選対委員長の鉢呂吉雄が落選。さらに鳩山内閣で内閣官房長官を務めた平野博文、不祥事で閣僚を辞任した元法務大臣の田中慶秋、元環境大臣の松本龍なども議席を失った。このほか、前首相の菅直人、前衆議院議長の横路孝弘、元農林水産大臣の赤松広隆、元経済産業大臣の海江田万里、元総務大臣の原口一博、元文部科学大臣の高木義明、元国家戦略担当大臣の荒井聰などの首相・議長・閣僚経験者も選挙区で相次いで敗れ、辛うじて比例復活で議席を確保した。内閣総理大臣経験者と直近の元衆議院議長の比例復活は現行の小選挙区比例代表並立制が導入されて以降初の例となった。また政権与党の候補者でありながら、供託金没収となる選挙区も発生した。議席数は1998年の結党以来最少にまで落ち込み、同党の参議院議員の数（88人）より少なくなった。野田は「最大の責任は私にあります」と即日党代表の辞任を表明した。同様に連立与党であった国民新党は小選挙区を制した野間健の1議席に留まった。
選挙での動向が注目されていたいわゆる第三極では日本維新の会が54議席（改選前11議席）、みんなの党が18議席（改選前8議席）と大幅に躍進した。選挙区では維新・みんなの候補が民主候補を上回り2位に付けるケースも相次いだ。また比例では維新が近畿ブロックで10議席を獲得するなど全ブロックで1議席以上を獲得。みんなの党も北海道・中国・四国各ブロック以外で議席を獲得している。維新では前東京都知事の石原慎太郎が国政に復帰を果たし、前宮崎県知事の東国原英夫、その後の維新の執行部を担う馬場伸幸などが初当選し国政に進出している。なお、維新・みんなの両党は一部で選挙協力を行ったが、28の選挙区では競合し、東京2区・東京5区・東京6区・長野3区の4選挙区では日本維新の会公認候補とみんなの党公認候補の得票数の合計では当選した他党公認候補の得票数を上回るにもかかわらず共倒れする結果となった。民主党から維新またはみんなの党に移籍して立候補した者も数名いたが、当選できたのは維新は元環境大臣の小沢鋭仁、元内閣官房副長官の松野頼久と石関貴史、今井雅人、阪口直人（全員が比例復活）の5名、みんなの党は杉本和巳（比例復活）の1名であった。
民主党離党者を糾合し結成した日本未来の党は、改選前61議席から激減し9議席と惨敗を喫した。新進党時代から非自民勢力間で権勢を誇っていた小沢一郎系の勢力は影響力が薄れたこともあり、小選挙区で議席を獲得できたのが小沢と亀井静香の2名のみで、比例区も北海道・北陸信越・中国・四国の各ブロックを除いて議席を獲得したが各1議席に留まり、比例票も伸び悩んだ。元国家公安委員長の山岡賢次や元農林水産大臣の山田正彦といった民主党政権での閣僚経験者に加え、前回選挙で民主党躍進の象徴でもあった岡本英子、三宅雪子、福田衣里子などの小沢チルドレン（小沢ガールズ）のほとんどが議席を失う結果となった。選挙直前の11月に結党した日本未来の党は大敗を契機に、代表であった滋賀県知事の嘉田由紀子系と小沢系の内紛が表面化し、早くも同年12月には小沢系は未来の党を継続する形で「生活の党」に改称、嘉田系は別の政治団体「日本未来の党」を設立し分裂したため、日本未来の党はわずか1か月ほどで消滅する結果となった。同様に未来の党と協調路線を取った新党大地は比例北海道ブロックの1議席に留まり、所属国会議員が3名となったことで政党要件を喪失した。
鳩山内閣後に政権から離脱した社会民主党は、小選挙区で照屋寛徳と比例区で九州ブロックの吉川元がそれぞれ議席を獲得しただけに留まり、改選前から3議席を失い得票数もほぼ半減させた。民主党政権と距離を置いていた日本共産党も改選前から1議席を失うなど、結果的に第三極に埋没する形で左派・中道左派政党の敗北が目立つ形となった。
この結果、2009年9月に発足した民主党を中心とする政権は1期・3年3カ月（1,198日）で幕を閉じた。この時点で参議院では自公両党の合計議席は過半数に達していなかったが、この衆参ねじれ国会は翌2013年の第23回参議院議員通常選挙で自公両党の勝利によって解消された。

### 党派別獲得議席
| 党派                                                                                 | 党派                   | 党派                   | 獲得 議席 | 増減     | 小選挙区      | 小選挙区       | 小選挙区 | 比例代表  | 比例代表    | 比例代表 | 公示前 |
| 党派                                                                                 | 党派                   | 党派                   | 獲得 議席 | 増減     | 議席          | 得票数         | 得票率   | 議席      | 得票数      | 得票率   | 公示前 |
| ------------------------------------------------------------------------------------ | ---------------------- | ---------------------- | --------- | -------- | ------------- | -------------- | -------- | --------- | ----------- | -------- | ------ |
| 野党（自公）                                                                         | 野党（自公）           | 野党（自公）           | 325       | 186      | 246           | 26,529,190.437 | 44.50%   | 79        | 23,740,931  | 39.45%   | 139    |
|                                                                                      |                        | 自由民主党             | 294       | 176      | 237           | 25,643,309.437 | 43.01%   | 57        | 16,624,457  | 27.62%   | 118    |
|                                                                                      | 公明党                 | 31                     | 010       | 9        | 885,881.000   | 1.49%          | 22       | 7,116,474 | 11.83%      | 21       |        |
| 与党                                                                                 | 与党                   | 与党                   | 58        | 174      | 28            | 13,715,958.592 | 23.00%   | 30        | 9,699,500   | 16.12%   | 232    |
|                                                                                      |                        | 民主党                 | 57        | 173      | 27            | 13,598,773.592 | 22.81%   | 30        | 9,628,653   | 16.00%   | 230    |
|                                                                                      | 国民新党               | 1                      | 001       | 1        | 117,185.000   | 0.20%          | 0        | 70,847    | 0.12%       | 2        |        |
| 野党（その他）・無所属                                                               | 野党（その他）・無所属 | 野党（その他）・無所属 | 97        | 011      | 26            | 19,381,418.876 | 32.50%   | 71        | 26,739,457  | 44.43%   | 108    |
|                                                                                      |                        | 日本維新の会           | 54        | 043      | 14            | 6,942,353.536  | 11.64%   | 40        | 12,262,228  | 20.38%   | 11     |
|                                                                                      | みんなの党             | 18                     | 010       | 4        | 2,807,244.610 | 4.71%          | 14       | 5,245,586 | 8.72%       | 8        |        |
|                                                                                      | 日本未来の党           | 9                      | 052       | 2        | 2,992,365.627 | 5.02%          | 7        | 3,423,915 | 5.69%       | 61       |        |
|                                                                                      | 日本共産党             | 8                      | 001       | 0        | 4,700,289.803 | 7.88%          | 8        | 3,689,159 | 6.13%       | 9        |        |
|                                                                                      | 社会民主党             | 2                      | 003       | 1        | 451,762.273   | 0.76%          | 1        | 1,420,790 | 2.36%       | 5        |        |
|                                                                                      | 新党大地               | 1                      | 002       | 0        | 315,604.000   | 0.53%          | 1        | 346,848   | 0.58%       | 3        |        |
|                                                                                      | 幸福実現党             | 0                      | 増減なし  | 0        | 65,983.000    | 0.11%          | 0        | 216,150   | 0.36%       | 0        |        |
|                                                                                      | 新党改革               | 0                      | 増減なし  | -        | -             | -              | 0        | 134,781   | 0.22%       | 0        |        |
|                                                                                      | 新党日本               | 0                      | 001       | 0        | 62,697.000    | 0.11%          | -        | -         | -           | 1        |        |
|                                                                                      | 二十一世紀日本維新会   | 0                      | 増減なし  | 0        | 17,711.000    | 0.03%          | -        | -         | -           | 0        |        |
|                                                                                      | 当たり前党             | 0                      | 増減なし  | 0        | 7,831.000     | 0.01%          | -        | -         | -           | 0        |        |
|                                                                                      | アイヌ民族党           | 0                      | 増減なし  | 0        | 7,495.000     | 0.01%          | -        | -         | -           | 0        |        |
|                                                                                      | 安楽死党               | 0                      | 増減なし  | 0        | 2,603.000     | 0.00%          | -        | -         | -           | 0        |        |
|                                                                                      | 世界経済共同体党       | 0                      | 増減なし  | 0        | 1,011.000     | 0.00%          | -        | -         | -           | 0        |        |
|                                                                                      | 無所属                 | 5                      | 005       | 5        | 1,006,468.027 | 1.69%          | -        | -         | -           | 10       |        |
|                                                                                      | 欠員                   | 欠員                   | 0         | 001      | -             | -              | -        | -         | -           | -        | 1      |
| 総計                                                                                 | 総計                   | 総計                   | 480       | 増減なし | 300           | 59,626,567.905 | 100.0%   | 180       | 60,179,888  | 100.00%  | 480    |
| 有効票数（有効率）                                                                   | 有効票数（有効率）     | 有効票数（有効率）     | -         | -        | -             | 59,626,568     | 96.69%   | -         | 60,179,888  | 97.60%   | -      |
| 無効票数（無効率）                                                                   | 無効票数（無効率）     | 無効票数（無効率）     | -         | -        | -             | 2,040,970      | 3.31%    | -         | 1,480,081   | 2.40%    | -      |
| 投票総数                                                                             | 投票総数               | 投票総数               | -         | -        | -             | 61,667,538     | -        | -         | 61,659,969  | -        | -      |
| 不足数                                                                               | 不足数                 | 不足数                 | -         | -        | -             | 1,935          | -        | -         | 2,978       | -        | -      |
| 投票者数（投票率）                                                                   | 投票者数（投票率）     | 投票者数（投票率）     | -         | -        | -             | 61,669,473     | 59.32%   | -         | 61,662,947  | 59.31%   | -      |
| 国内投票者数（投票率）                                                               | 国内投票者数（投票率） | 国内投票者数（投票率） | -         | -        | -             | 61,648,335     | 59.36%   | -         | 61,641,381  | 59.35%   | -      |
| 在外投票者数（投票率）                                                               | 在外投票者数（投票率） | 在外投票者数（投票率） | -         | -        | -             | 21,138         | 19.97%   | -         | 21,566      | 20.38%   | -      |
| 棄権者数（棄権率）                                                                   | 棄権者数（棄権率）     | 棄権者数（棄権率）     | -         | -        | -             | 42,290,393     | 40.68%   | -         | 42,296,919  | 40.69%   | -      |
| 国内棄権者数（棄権率）                                                               | 国内棄権者数（棄権率） | 国内棄権者数（棄権率） | -         | -        | -             | 42,205,695     | 40.64%   | -         | 42,212,649  | 40.65%   | -      |
| 在外棄権者数（棄権率）                                                               | 在外棄権者数（棄権率） | 在外棄権者数（棄権率） | -         | -        | -             | 84,698         | 80.03%   | -         | 84,270      | 79.62%   | -      |
| 有権者数                                                                             | 有権者数               | 有権者数               | -         | -        | -             | 103,959,866    | 100.0%   | -         | 103,959,866 | 100.0%   | -      |
| 国内有権者数（国内率）                                                               | 国内有権者数（国内率） | 国内有権者数（国内率） | -         | -        | -             | 103,854,030    | 99.90%   | -         | 103,854,030 | 99.90%   | -      |
| 在外有権者数（在外率）                                                               | 在外有権者数（在外率） | 在外有権者数（在外率） | -         | -        | -             | 105,836        | 0.10%    | -         | 105,836     | 0.10%    | -      |
| 出典：平成24年12月16日執行 衆議院議員総選挙・最高裁判所裁判官国民審査結果調 - 総務省 |                        |                        |           |          |               |                |          |           |             |          |        |

小選挙区投票率：59.32%（前回比： 9.96%）
【男性：60.14%（前回比： 9.32%） 女性：58.55%（前回比： 10.57%）】	
在外投票率：19.97%（前回比： 6.12%）
【男性：23.23%（前回比： 5.58% 女性：16.99%（前回比： 6.37%）】
比例代表投票率：59.31%（前回比： 9.96%）
【男性：60.13%（前回比： 9.31% 女性：58.55%（前回比： 10.56%）】 		
在外投票率：20.38%（前回比： 6.35%）
【男性：23.49%（前回比： 5.86% 女性：17.52%（前回比： 6.58%）】

## 政党
| 与党（民国連立政権） 民主党：57議席 代表：野田佳彦 副代表 ：北澤俊美 直嶋正行 石井一 鹿野道彦 川端達夫 赤松広隆 仙谷由人 幹事長 ：輿石東 政策調査会長 ：細野豪志 国会対策委員長：山井和則 選挙対策委員長：鉢呂吉雄 参議院議員会長：輿石東（兼） 最高顧問 ：羽田孜 菅直人 渡部恒三 江田五月 藤井裕久 岡田克也 | 国民新党：1議席 代表：自見庄三郎 代表代行 ：浜田和幸 幹事長 ：下地幹郎 政務調査会長 ：浜田和幸（兼） 国会対策委員長：（空席） 参議院議員会長：自見庄三郎（兼） 顧問 ：吉村剛太郎 長谷川憲正                           | |
| 野党 自由民主党：294議席 総裁：安倍晋三 副総裁 ：高村正彦 幹事長 ：石破茂 総務会長 ：細田博之 政務調査会長 ：甘利明 国会対策委員長：浜田靖一 参議院議員会長：中曽根弘文 | 日本維新の会：54議席 代表：石原慎太郎 代表代行 ：橋下徹 国会議員団代表 ：平沼赳夫 幹事長 ：松井一郎 政調会長 ：浅田均 総務会長 ：東徹 国会対策委員長 ：松野頼久 参議院議員会長 ：片山虎之助 選挙対策委員長 ：水戸将史 | 公明党：31議席 代表：山口那津男 副代表 ：坂口力 草川昭三 北側一雄 東順治 白浜一良 松あきら 幹事長 ：井上義久 政務調査会長 ：石井啓一 国会対策委員長：漆原良夫 選挙対策委員長： 参議院議員会長：白浜一良 |
| みんなの党：18議席 代表：渡辺喜美 幹事長 ：江田憲司 政務調査会長 ：浅尾慶一郎 国会対策委員長：山内康一 最高顧問 ：江口克彦 | 日本未来の党：9議席 代表：嘉田由紀子 代表代行：飯田哲也 副代表 ：山田正彦 阿部知子 森裕子 | 日本共産党：8議席 委員長：志位和夫 副委員長 ：浜野忠夫 書記局長 ：市田忠義 政策委員会責任者：小池晃 国会対策委員長 ：穀田恵二 参議院議員団長 ：小池晃（兼）                                             |
| 社会民主党：2議席 党首：福島瑞穂 副党首 ：又市征治 幹事長 ：重野安正 政策審議会長 ：（空席） 国会対策委員長：照屋寛徳 選挙対策委員長：又市征治（兼） 参議院議員会長：又市征治（兼） | 新党大地：1議席 代表：鈴木宗男 代表代行 ：松木謙公 幹事長 ：松木謙公（兼） 参議院議員会長：平山誠 | |

## 議員

### 小選挙区当選者
自由民主党   民主党   日本維新の会   公明党   日本未来の党   みんなの党   社会民主党   国民新党   無所属 
| 都道府県 | 区   | 当選者     | 区   | 当選者       | 区   | 当選者     | 区   | 当選者     | 区   | 当選者     | ブロック | 増減                                                                     |
| -------- | ---- | ---------- | ---- | ------------ | ---- | ---------- | ---- | ---------- | ---- | ---------- | -------- | ------------------------------------------------------------------------ |
| 北海道   | 1区  | 船橋利実   | 2区  | 吉川貴盛     | 3区  | 高木宏壽   | 4区  | 中村裕之   | 5区  | 町村信孝   | 北海道   | 自民党 2→11 公明党 0→1 民主党 10→0                                       |
| 北海道   | 6区  | 今津寛     | 7区  | 伊東良孝     | 8区  | 前田一男   | 9区  | 堀井学     | 10区 | 稲津久     | 北海道   | 自民党 2→11 公明党 0→1 民主党 10→0                                       |
| 北海道   | 11区 | 中川郁子   | 12区 | 武部新       |      |            |      |            |      |            | 北海道   | 自民党 2→11 公明党 0→1 民主党 10→0                                       |
| 青森県   | 1区  | 津島淳     | 2区  | 江渡聡徳     | 3区  | 大島理森   | 4区  | 木村太郎   |      |            | 東北     | 自民党 5→19 民主党 17→4 未来の党 2→1 無所属 1→1                          |
| 岩手県   | 1区  | 階猛       | 2区  | 鈴木俊一     | 3区  | 黄川田徹   | 4区  | 小沢一郎   |      |            | 東北     | 自民党 5→19 民主党 17→4 未来の党 2→1 無所属 1→1                          |
| 宮城県   | 1区  | 土井亨     | 2区  | 秋葉賢也     | 3区  | 西村明宏   | 4区  | 伊藤信太郎 | 5区  | 安住淳     | 東北     | 自民党 5→19 民主党 17→4 未来の党 2→1 無所属 1→1                          |
| 宮城県   | 6区  | 小野寺五典 |      |              |      |            |      |            |      |            | 東北     | 自民党 5→19 民主党 17→4 未来の党 2→1 無所属 1→1                          |
| 秋田県   | 1区  | 冨樫博之   | 2区  | 金田勝年     | 3区  | 御法川信英 |      |            |      |            | 東北     | 自民党 5→19 民主党 17→4 未来の党 2→1 無所属 1→1                          |
| 山形県   | 1区  | 遠藤利明   | 2区  | 鈴木憲和     | 3区  | 阿部寿一   |      |            |      |            | 東北     | 自民党 5→19 民主党 17→4 未来の党 2→1 無所属 1→1                          |
| 福島県   | 1区  | 亀岡偉民   | 2区  | 根本匠       | 3区  | 玄葉光一郎 | 4区  | 菅家一郎   | 5区  | 坂本剛二   | 東北     | 自民党 5→19 民主党 17→4 未来の党 2→1 無所属 1→1                          |
| 茨城県   | 1区  | 田所嘉徳   | 2区  | 額賀福志郎   | 3区  | 葉梨康弘   | 4区  | 梶山弘志   | 5区  | 大畠章宏   | 北関東   | 自民党 4→27 民主党 25→2 無所属 2→2 みんなの党 1→1                        |
| 茨城県   | 6区  | 丹羽雄哉   | 7区  | 中村喜四郎   |      |            |      |            |      |            | 北関東   | 自民党 4→27 民主党 25→2 無所属 2→2 みんなの党 1→1                        |
| 栃木県   | 1区  | 船田元     | 2区  | 西川公也     | 3区  | 渡辺喜美   | 4区  | 佐藤勉     | 5区  | 茂木敏充   | 北関東   | 自民党 4→27 民主党 25→2 無所属 2→2 みんなの党 1→1                        |
| 群馬県   | 1区  | 佐田玄一郎 | 2区  | 井野俊郎     | 3区  | 笹川博義   | 4区  | 福田達夫   | 5区  | 小渕優子   | 北関東   | 自民党 4→27 民主党 25→2 無所属 2→2 みんなの党 1→1                        |
| 埼玉県   | 1区  | 村井英樹   | 2区  | 新藤義孝     | 3区  | 黄川田仁志 | 4区  | 豊田真由子 | 5区  | 枝野幸男   | 北関東   | 自民党 4→27 民主党 25→2 無所属 2→2 みんなの党 1→1                        |
| 埼玉県   | 6区  | 中根一幸   | 7区  | 神山佐市     | 8区  | 柴山昌彦   | 9区  | 大塚拓     | 10区 | 山口泰明   | 北関東   | 自民党 4→27 民主党 25→2 無所属 2→2 みんなの党 1→1                        |
| 埼玉県   | 11区 | 小泉龍司   | 12区 | 野中厚       | 13区 | 土屋品子   | 14区 | 三ッ林裕巳 | 15区 | 田中良生   | 北関東   | 自民党 4→27 民主党 25→2 無所属 2→2 みんなの党 1→1                        |
| 千葉県   | 1区  | 田嶋要     | 2区  | 小林鷹之     | 3区  | 松野博一   | 4区  | 野田佳彦   | 5区  | 薗浦健太郎 | 南関東   | 自民党 5→26 民主党 28→4 みんなの党 1→2 公明党 0→1 無所属 0→1             |
| 千葉県   | 6区  | 渡辺博道   | 7区  | 齋藤健       | 8区  | 桜田義孝   | 9区  | 秋本真利   | 10区 | 林幹雄     | 南関東   | 自民党 5→26 民主党 28→4 みんなの党 1→2 公明党 0→1 無所属 0→1             |
| 千葉県   | 11区 | 森英介     | 12区 | 浜田靖一     | 13区 | 白須賀貴樹 |      |            |      |            | 南関東   | 自民党 5→26 民主党 28→4 みんなの党 1→2 公明党 0→1 無所属 0→1             |
| 神奈川県 | 1区  | 松本純     | 2区  | 菅義偉       | 3区  | 小此木八郎 | 4区  | 浅尾慶一郎 | 5区  | 坂井学     | 南関東   | 自民党 5→26 民主党 28→4 みんなの党 1→2 公明党 0→1 無所属 0→1             |
| 神奈川県 | 6区  | 上田勇     | 7区  | 鈴木馨祐     | 8区  | 江田憲司   | 9区  | 笠浩史     | 10区 | 田中和徳   | 南関東   | 自民党 5→26 民主党 28→4 みんなの党 1→2 公明党 0→1 無所属 0→1             |
| 神奈川県 | 11区 | 小泉進次郎 | 12区 | 星野剛士     | 13区 | 甘利明     | 14区 | 赤間二郎   | 15区 | 河野太郎   | 南関東   | 自民党 5→26 民主党 28→4 みんなの党 1→2 公明党 0→1 無所属 0→1             |
| 神奈川県 | 16区 | 義家弘介   | 17区 | 牧島かれん   | 18区 | 山際大志郎 |      |            |      |            | 南関東   | 自民党 5→26 民主党 28→4 みんなの党 1→2 公明党 0→1 無所属 0→1             |
| 山梨県   | 1区  | 宮川典子   | 2区  | 長崎幸太郎   | 3区  | 後藤斎     |      |            |      |            | 南関東   | 自民党 5→26 民主党 28→4 みんなの党 1→2 公明党 0→1 無所属 0→1             |
| 東京都   | 1区  | 山田美樹   | 2区  | 辻清人       | 3区  | 石原宏高   | 4区  | 平将明     | 5区  | 若宮健嗣   | 東京     | 自民党 4→21 民主党 21→2 公明党 0→1 みんなの党 0→1                        |
| 東京都   | 6区  | 越智隆雄   | 7区  | 長妻昭       | 8区  | 石原伸晃   | 9区  | 菅原一秀   | 10区 | 小池百合子 | 東京     | 自民党 4→21 民主党 21→2 公明党 0→1 みんなの党 0→1                        |
| 東京都   | 11区 | 下村博文   | 12区 | 太田昭宏     | 13区 | 鴨下一郎   | 14区 | 松島みどり | 15区 | 柿沢未途   | 東京     | 自民党 4→21 民主党 21→2 公明党 0→1 みんなの党 0→1                        |
| 東京都   | 16区 | 大西英男   | 17区 | 平沢勝栄     | 18区 | 土屋正忠   | 19区 | 松本洋平   | 20区 | 木原誠二   | 東京     | 自民党 4→21 民主党 21→2 公明党 0→1 みんなの党 0→1                        |
| 東京都   | 21区 | 長島昭久   | 22区 | 伊藤達也     | 23区 | 小倉將信   | 24区 | 萩生田光一 | 25区 | 井上信治   | 東京     | 自民党 4→21 民主党 21→2 公明党 0→1 みんなの党 0→1                        |
| 新潟県   | 1区  | 石崎徹     | 2区  | 細田健一     | 3区  | 斎藤洋明   | 4区  | 金子恵美   | 5区  | 長島忠美   | 北陸信越 | 自民党 6→18 民主党 14→2                                                  |
| 新潟県   | 6区  | 高鳥修一   |      |              |      |            |      |            |      |            | 北陸信越 | 自民党 6→18 民主党 14→2                                                  |
| 富山県   | 1区  | 田畑裕明   | 2区  | 宮腰光寛     | 3区  | 橘慶一郎   |      |            |      |            | 北陸信越 | 自民党 6→18 民主党 14→2                                                  |
| 石川県   | 1区  | 馳浩       | 2区  | 佐々木紀     | 3区  | 北村茂男   |      |            |      |            | 北陸信越 | 自民党 6→18 民主党 14→2                                                  |
| 福井県   | 1区  | 稲田朋美   | 2区  | 山本拓       | 3区  | 高木毅     |      |            |      |            | 北陸信越 | 自民党 6→18 民主党 14→2                                                  |
| 長野県   | 1区  | 篠原孝     | 2区  | 務台俊介     | 3区  | 寺島義幸   | 4区  | 後藤茂之   | 5区  | 宮下一郎   | 北陸信越 | 自民党 6→18 民主党 14→2                                                  |
| 岐阜県   | 1区  | 野田聖子   | 2区  | 棚橋泰文     | 3区  | 武藤容治   | 4区  | 金子一義   | 5区  | 古屋圭司   | 東海     | 自民党 4→27 民主党 29→6                                                  |
| 静岡県   | 1区  | 上川陽子   | 2区  | 井林辰憲     | 3区  | 宮沢博行   | 4区  | 望月義夫   | 5区  | 細野豪志   | 東海     | 自民党 4→27 民主党 29→6                                                  |
| 静岡県   | 6区  | 渡辺周     | 7区  | 城内実       | 8区  | 塩谷立     |      |            |      |            | 東海     | 自民党 4→27 民主党 29→6                                                  |
| 愛知県   | 1区  | 熊田裕通   | 2区  | 古川元久     | 3区  | 池田佳隆   | 4区  | 工藤彰三   | 5区  | 神田憲次   | 東海     | 自民党 4→27 民主党 29→6                                                  |
| 愛知県   | 6区  | 丹羽秀樹   | 7区  | 鈴木淳司     | 8区  | 伊藤忠彦   | 9区  | 長坂康正   | 10区 | 江﨑鐵磨   | 東海     | 自民党 4→27 民主党 29→6                                                  |
| 愛知県   | 11区 | 古本伸一郎 | 12区 | 青山周平     | 13区 | 大見正     | 14区 | 今枝宗一郎 | 15区 | 根本幸典   | 東海     | 自民党 4→27 民主党 29→6                                                  |
| 三重県   | 1区  | 川崎二郎   | 2区  | 中川正春     | 3区  | 岡田克也   | 4区  | 田村憲久   | 5区  | 三ツ矢憲生 | 東海     | 自民党 4→27 民主党 29→6                                                  |
| 滋賀県   | 1区  | 大岡敏孝   | 2区  | 上野賢一郎   | 3区  | 武村展英   | 4区  | 武藤貴也   |      |            | 近畿     | 自民党 5→24 維新の会 0→12 公明党 0→6 民主党 41→6 社民党 1→0 新党日本 1→0 |
| 京都府   | 1区  | 伊吹文明   | 2区  | 前原誠司     | 3区  | 宮崎謙介   | 4区  | 田中英之   | 5区  | 谷垣禎一   | 近畿     | 自民党 5→24 維新の会 0→12 公明党 0→6 民主党 41→6 社民党 1→0 新党日本 1→0 |
| 京都府   | 6区  | 山井和則   |      |              |      |            |      |            |      |            | 近畿     | 自民党 5→24 維新の会 0→12 公明党 0→6 民主党 41→6 社民党 1→0 新党日本 1→0 |
| 大阪府   | 1区  | 井上英孝   | 2区  | 左藤章       | 3区  | 佐藤茂樹   | 4区  | 村上政俊   | 5区  | 國重徹     | 近畿     | 自民党 5→24 維新の会 0→12 公明党 0→6 民主党 41→6 社民党 1→0 新党日本 1→0 |
| 大阪府   | 6区  | 伊佐進一   | 7区  | 渡嘉敷奈緒美 | 8区  | 木下智彦   | 9区  | 足立康史   | 10区 | 松浪健太   | 近畿     | 自民党 5→24 維新の会 0→12 公明党 0→6 民主党 41→6 社民党 1→0 新党日本 1→0 |
| 大阪府   | 11区 | 伊東信久   | 12区 | 北川知克     | 13区 | 西野弘一   | 14区 | 谷畑孝     | 15区 | 浦野靖人   | 近畿     | 自民党 5→24 維新の会 0→12 公明党 0→6 民主党 41→6 社民党 1→0 新党日本 1→0 |
| 大阪府   | 16区 | 北側一雄   | 17区 | 馬場伸幸     | 18区 | 遠藤敬     | 19区 | 丸山穂高   |      |            | 近畿     | 自民党 5→24 維新の会 0→12 公明党 0→6 民主党 41→6 社民党 1→0 新党日本 1→0 |
| 兵庫県   | 1区  | 盛山正仁   | 2区  | 赤羽一嘉     | 3区  | 関芳弘     | 4区  | 藤井比早之 | 5区  | 谷公一     | 近畿     | 自民党 5→24 維新の会 0→12 公明党 0→6 民主党 41→6 社民党 1→0 新党日本 1→0 |
| 兵庫県   | 6区  | 大串正樹   | 7区  | 山田賢司     | 8区  | 中野洋昌   | 9区  | 西村康稔   | 10区 | 渡海紀三朗 | 近畿     | 自民党 5→24 維新の会 0→12 公明党 0→6 民主党 41→6 社民党 1→0 新党日本 1→0 |
| 兵庫県   | 11区 | 松本剛明   | 12区 | 山口壯       |      |            |      |            |      |            | 近畿     | 自民党 5→24 維新の会 0→12 公明党 0→6 民主党 41→6 社民党 1→0 新党日本 1→0 |
| 奈良県   | 1区  | 馬淵澄夫   | 2区  | 高市早苗     | 3区  | 奥野信亮   | 4区  | 田野瀬太道 |      |            | 近畿     | 自民党 5→24 維新の会 0→12 公明党 0→6 民主党 41→6 社民党 1→0 新党日本 1→0 |
| 和歌山県 | 1区  | 岸本周平   | 2区  | 石田真敏     | 3区  | 二階俊博   |      |            |      |            | 近畿     | 自民党 5→24 維新の会 0→12 公明党 0→6 民主党 41→6 社民党 1→0 新党日本 1→0 |
| 鳥取県   | 1区  | 石破茂     | 2区  | 赤沢亮正     |      |            |      |            |      |            | 中国     | 自民党 10→18 維新の会 1→1 未来の党 1→1 民主党 8→0                        |
| 島根県   | 1区  | 細田博之   | 2区  | 竹下亘       |      |            |      |            |      |            | 中国     | 自民党 10→18 維新の会 1→1 未来の党 1→1 民主党 8→0                        |
| 岡山県   | 1区  | 逢沢一郎   | 2区  | 山下貴司     | 3区  | 平沼赳夫   | 4区  | 橋本岳     | 5区  | 加藤勝信   | 中国     | 自民党 10→18 維新の会 1→1 未来の党 1→1 民主党 8→0                        |
| 広島県   | 1区  | 岸田文雄   | 2区  | 平口洋       | 3区  | 河井克行   | 4区  | 中川俊直   | 5区  | 寺田稔     | 中国     | 自民党 10→18 維新の会 1→1 未来の党 1→1 民主党 8→0                        |
| 広島県   | 6区  | 亀井静香   | 7区  | 小林史明     |      |            |      |            |      |            | 中国     | 自民党 10→18 維新の会 1→1 未来の党 1→1 民主党 8→0                        |
| 山口県   | 1区  | 高村正彦   | 2区  | 岸信夫       | 3区  | 河村建夫   | 4区  | 安倍晋三   |      |            | 中国     | 自民党 10→18 維新の会 1→1 未来の党 1→1 民主党 8→0                        |
| 徳島県   | 1区  | 福山守     | 2区  | 山口俊一     | 3区  | 後藤田正純 |      |            |      |            | 四国     | 自民党 8→12 民主党 5→1                                                   |
| 香川県   | 1区  | 平井卓也   | 2区  | 玉木雄一郎   | 3区  | 大野敬太郎 |      |            |      |            | 四国     | 自民党 8→12 民主党 5→1                                                   |
| 愛媛県   | 1区  | 塩崎恭久   | 2区  | 村上誠一郎   | 3区  | 白石徹     | 4区  | 山本公一   |      |            | 四国     | 自民党 8→12 民主党 5→1                                                   |
| 高知県   | 1区  | 福井照     | 2区  | 中谷元       | 3区  | 山本有二   |      |            |      |            | 四国     | 自民党 8→12 民主党 5→1                                                   |
| 福岡県   | 1区  | 井上貴博   | 2区  | 鬼木誠       | 3区  | 古賀篤     | 4区  | 宮内秀樹   | 5区  | 原田義昭   | 九州     | 自民党 12→34 国民新 2→1 社民党 2→1 無所属 1→1 維新の会 1→1 民主党 20→0   |
| 福岡県   | 6区  | 鳩山邦夫   | 7区  | 藤丸敏       | 8区  | 麻生太郎   | 9区  | 三原朝彦   | 10区 | 山本幸三   | 九州     | 自民党 12→34 国民新 2→1 社民党 2→1 無所属 1→1 維新の会 1→1 民主党 20→0   |
| 福岡県   | 11区 | 武田良太   |      |              |      |            |      |            |      |            | 九州     | 自民党 12→34 国民新 2→1 社民党 2→1 無所属 1→1 維新の会 1→1 民主党 20→0   |
| 佐賀県   | 1区  | 岩田和親   | 2区  | 今村雅弘     | 3区  | 保利耕輔   |      |            |      |            | 九州     | 自民党 12→34 国民新 2→1 社民党 2→1 無所属 1→1 維新の会 1→1 民主党 20→0   |
| 長崎県   | 1区  | 冨岡勉     | 2区  | 加藤寛治     | 3区  | 谷川弥一   | 4区  | 北村誠吾   |      |            | 九州     | 自民党 12→34 国民新 2→1 社民党 2→1 無所属 1→1 維新の会 1→1 民主党 20→0   |
| 熊本県   | 1区  | 木原稔     | 2区  | 野田毅       | 3区  | 坂本哲志   | 4区  | 園田博之   | 5区  | 金子恭之   | 九州     | 自民党 12→34 国民新 2→1 社民党 2→1 無所属 1→1 維新の会 1→1 民主党 20→0   |
| 大分県   | 1区  | 穴見陽一   | 2区  | 衛藤征士郎   | 3区  | 岩屋毅     |      |            |      |            | 九州     | 自民党 12→34 国民新 2→1 社民党 2→1 無所属 1→1 維新の会 1→1 民主党 20→0   |
| 宮崎県   | 1区  | 武井俊輔   | 2区  | 江藤拓       | 3区  | 古川禎久   |      |            |      |            | 九州     | 自民党 12→34 国民新 2→1 社民党 2→1 無所属 1→1 維新の会 1→1 民主党 20→0   |
| 鹿児島県 | 1区  | 保岡興治   | 2区  | 徳田毅       | 3区  | 野間健     | 4区  | 小里泰弘   | 5区  | 森山裕     | 九州     | 自民党 12→34 国民新 2→1 社民党 2→1 無所属 1→1 維新の会 1→1 民主党 20→0   |
| 沖縄県   | 1区  | 國場幸之助 | 2区  | 照屋寛徳     | 3区  | 比嘉奈津美 | 4区  | 西銘恒三郎 |      |            | 九州     | 自民党 12→34 国民新 2→1 社民党 2→1 無所属 1→1 維新の会 1→1 民主党 20→0   |

#### 補欠選挙
| 年   | 月日 | 選挙区    | 新旧別 | 当選者     | 所属党派 | 欠員   | 所属党派 | 欠員事由      |
| ---- | ---- | --------- | ------ | ---------- | -------- | ------ | -------- | ------------- |
| 2014 | 4.27 | 鹿児島2区 | 新     | 金子万寿夫 | 自民党   | 徳田毅 | 自民党   | 2014.2.28辞職 |

### 比例区当選者
自民党   民主党   維新の会   公明党   みんなの党   未来の党   社民党   共産党   新党大地 
|    | 北海道   | 東北       | 北関東     | 南関東     | 東京       | 北陸信越   | 東海       | 近畿       | 中国     | 四国     | 九州       |
| -- | -------- | ---------- | ---------- | ---------- | ---------- | ---------- | ---------- | ---------- | -------- | -------- | ---------- |
| 1  | 渡辺孝一 | 高橋比奈子 | 牧原秀樹   | 中谷真一   | 小田原潔   | 木内均     | 勝俣孝明   | 東国原英夫 | 小島敏文 | 瀬戸隆一 | 宮路和明   |
| 2  | 横路孝弘 | 吉田泉     | 上野宏史   | 小沢鋭仁   | 石原慎太郎 | 中田宏     | 藤井孝男   | 門博文     | 中丸啓   | 桜内文城 | 松野頼久   |
| 3  | 石川知裕 | 小熊慎司   | 大島敦     | 後藤祐一   | 海江田万里 | 鷲尾英一郎 | 大西健介   | 西村眞悟   | 阿部俊子 | 小川淳也 | 江田康幸   |
| 4  | 清水誠一 | 藤原崇     | 石川昭政   | 門山宏哲   | 秋元司     | 小松裕     | 八木哲也   | 竹内譲     | 柚木道義 | 泉原保二 | 宮崎政久   |
| 5  | 高橋美穂 | 橋本英教   | 石井啓一   | 青柳陽一郎 | 大熊利昭   | 永山文雄   | 大口善徳   | 泉健太     | 斉藤鉄夫 | 石田祝稔 | 大串博志   |
| 6  | 佐藤英道 | 近藤洋介   | 山内康一   | 富田茂之   | 高木陽介   | 宮沢隆仁   | 今井雅人   | 竹本直一   | 吉野正芳 | 西岡新   | 西川京子   |
| 7  | 荒井聰   | 井上義久   | 永岡桂子   | 松田学     | 今村洋史   | 菊田真紀子 | 赤松広隆   | 阪口直人   | 坂元大輔 |          | 河野正美   |
| 8  | 勝沼栄明 | 畑浩治     | 石関貴史   | 堀内詔子   | 松本文明   | 漆原良夫   | 東郷哲也   | 中山泰秀   | 上杉光弘 |          | 遠山清彦   |
| 9  |          | 村岡敏英   | 福田昭夫   | 奥野総一郎 | 松原仁     | 助田重義   | 杉本和巳   | 三木圭恵   | 津村啓介 |          | 林田彪     |
| 10 |          | 大久保三代 | 簗和生     | 中山展宏   | 笠井亮     | 井出庸生   | 鈴木克昌   | 穀田恵二   | 桝屋敬悟 |          | 原口一博   |
| 11 |          | 林宙紀     | 岡本三成   | 田沼隆志   | 青木愛     | 百瀬智之   | 島田佳和   | 井坂信彦   | 池田道孝 |          | 佐藤正夫   |
| 12 |          | 郡和子     | 柏倉祐司   | 阿部知子   | 山田宏     |            | 重徳和彦   | 浮島とも子 |          |          | 中山成彬   |
| 13 |          | 高橋千鶴子 | 鈴木義弘   | 中島克仁   | 赤枝恒雄   |            | 近藤昭一   | 三宅博     |          |          | 新開裕司   |
| 14 |          | 菅野佐智子 | 小宮山泰子 | 志位和夫   | 三谷英弘   |            | 吉川赳     | 三日月大造 |          |          | 濱地雅一   |
| 15 |          |            | 塩川鉄也   | 若井康彦   | 菅直人     |            | 伊藤渉     | 大塚高司   |          |          | 赤嶺政賢   |
| 16 |          |            | 今野智博   | 古屋範子   | 高木美智代 |            | 佐々木憲昭 | 上西小百合 |          |          | 末吉光徳   |
| 17 |          |            | 武正公一   | 山本朋広   | 田畑毅     |            | 鈴木望     | 村上史好   |          |          | 髙木義明   |
| 18 |          |            | 新谷正義   | 西田譲     |            |            | 中根康浩   | 安藤裕     |          |          | 山之内毅   |
| 19 |          |            | 坂本祐之輔 | 福田峰之   |            |            | 桜井宏     | 西根由佳   |          |          | 吉川元     |
| 20 |          |            | 輿水恵一   | 生方幸夫   |            |            | 小池政就   | 樋口尚也   |          |          | 湯川一行   |
| 21 |          |            |            | 椎名毅     |            |            | 川田隆     | 辻元清美   |          |          | 玉城デニー |
| 22 |          |            |            | 椎木保     |            |            |            | 小林茂樹   |          |          |            |
| 23 |          |            |            |            |            |            |            | 岩永裕貴   |          |          |            |
| 24 |          |            |            |            |            |            |            | 宮本岳志   |          |          |            |
| 25 |          |            |            |            |            |            |            | 新原秀人   |          |          |            |
| 26 |          |            |            |            |            |            |            | 原田憲治   |          |          |            |
| 27 |          |            |            |            |            |            |            | 畠中光成   |          |          |            |
| 28 |          |            |            |            |            |            |            | 濱村進     |          |          |            |
| 29 |          |            |            |            |            |            |            | 杉田水脈   |          |          |            |

#### 繰上当選
| 繰上年月   | ブロック | 当選者 | 当選者     | 名簿政党名 | 欠員       | 欠員事由         |
| ---------- | -------- | ------ | ---------- | ---------- | ---------- | ---------------- |
| 2013年5月  | 北海道   | 新     | 鈴木貴子   | 新党大地   | 石川知裕   | 辞職             |
| 2013年12月 | 近畿     | 元     | 清水鴻一郎 | 維新の会   | 東国原英夫 | 辞職             |
| 2014年5月  | 近畿     | 前     | 川端達夫   | 民主党     | 三日月大造 | 滋賀県知事選出馬 |

1. ↑  2014年2月、選挙違反事件により辞職
2. ↑  2013年12月、一身上の都合により辞職
3. ↑  2013年5月、一身上の都合により辞職
4. ↑  2014年5月、滋賀県知事選出馬のために辞職

### 初当選
計184名
※：参議院議員経験者
民主党
1名
- 寺島義幸

自由民主党
119名
- 船橋利実
- 高木宏壽
- 中村裕之
- 前田一男
- 堀井学
- 中川郁子
- 武部新
- 渡辺孝一
- 清水誠一
- 勝沼栄明
- 津島淳
- 冨樫博之
- 鈴木憲和
- 菅家一郎
- 高橋比奈子
- 藤原崇
- 橋本英教
- 大久保三代
- 菅野佐智子
- 田所嘉徳
- 井野俊郎
- 笹川博義
- 福田達夫
- 村井英樹

- 黄川田仁志
- 豊田真由子
- 神山佐市
- 野中厚
- 三ッ林裕巳
- 石川昭政
- 簗和生
- 今野智博
- 新谷正義
- 小林鷹之
- 秋本真利
- 白須賀貴樹
- 星野剛士
- 義家弘介※
- 牧島かれん
- 宮川典子
- 中谷真一
- 門山宏哲
- 堀内詔子
- 中山展宏
- 山田美樹
- 辻清人
- 大西英男
- 小倉將信

- 小田原潔
- 秋元司※
- 赤枝恒雄
- 田畑毅
- 石崎徹
- 細田健一
- 斎藤洋明
- 金子恵美
- 田畑裕明
- 佐々木紀
- 務台俊介
- 木内均
- 小松裕
- 永山文雄
- 助田重義
- 井林辰憲
- 宮澤博行
- 熊田裕通
- 池田佳隆
- 工藤彰三
- 神田憲次
- 長坂康正
- 青山周平
- 大見正

- 今枝宗一郎
- 根本幸典
- 勝俣孝明
- 八木哲也
- 東郷哲也
- 島田佳和
- 吉川赳
- 桜井宏
- 川田隆
- 大岡敏孝
- 武村展英
- 武藤貴也
- 宮崎謙介
- 田中英之
- 藤井比早之
- 大串正樹
- 山田賢司
- 田野瀬太道
- 門博文
- 安藤裕
- 小林茂樹
- 山下貴司
- 中川俊直
- 小林史明

- 岸信夫※
- 小島敏文
- 上杉光弘※
- 池田道孝
- 福山守
- 大野敬太郎
- 瀬戸隆一
- 白石徹
- 井上貴博
- 鬼木誠
- 古賀篤
- 宮内秀樹
- 藤丸敏
- 岩田和親
- 加藤寛治
- 穴見陽一
- 武井俊輔
- 國場幸之助
- 比嘉奈津美
- 宮崎政久
- 新開裕司
- 末吉光徳
- 湯川一行

公明党
10名
- 佐藤英道
- 岡本三成
- 輿水恵一
- 國重徹
- 伊佐進一

- 中野洋昌
- 浮島とも子※
- 樋口尚也
- 濱村進
- 濱地雅一

日本維新の会
39名
- 高橋美穂
- 小熊慎司※
- 村岡敏英
- 上野宏史※
- 鈴木義弘
- 坂本祐之輔
- 松田学
- 田沼隆志

- 西田譲
- 椎木保
- 今村洋史
- 宮沢隆仁
- 百瀬智之
- 重徳和彦
- 鈴木望
- 井上英孝

- 村上政俊
- 木下智彦
- 足立康史
- 伊東信久
- 西野弘一
- 浦野靖人
- 馬場伸幸
- 遠藤敬

- 丸山穂高
- 東国原英夫
- 三木圭恵
- 三宅博
- 上西小百合
- 西根由佳
- 岩永裕貴
- 新原秀人

- 杉田水脈
- 中丸啓
- 坂元大輔
- 桜内文城※
- 西岡新
- 河野正美
- 山之内毅

みんなの党
12名
- 林宙紀
- 柏倉祐司
- 青柳陽一郎
- 中島克仁
- 椎名毅

- 大熊利昭
- 三谷英弘
- 井出庸生
- 小池政就
- 井坂信彦

- 畠中光成
- 佐藤正夫

社会民主党
1名
- 吉川元

国民新党 
1名
- 野間健

無所属
1名
- 阿部寿一

### 返り咲き・復帰
計81名
自由民主党
68名
- 吉川貴盛
- 鈴木俊一
- 土井亨
- 西村明宏
- 伊藤信太郎
- 御法川信英
- 亀岡偉民
- 根本匠
- 坂本剛二
- 葉梨康弘
- 丹羽雄哉
- 船田元
- 西川公也
- 中根一幸

- 大塚拓
- 山口泰明
- 土屋品子
- 田中良生
- 牧原秀樹
- 薗浦健太郎
- 渡辺博道
- 桜田義孝
- 小此木八郎
- 坂井学
- 鈴木馨祐
- 赤間二郎
- 山際大志郎
- 山本朋広

- 福田峰之
- 石原宏高
- 若宮健嗣
- 越智隆雄
- 松島みどり
- 土屋正忠
- 松本洋平
- 木原誠二
- 伊藤達也
- 萩生田光一
- 松本文明
- 高鳥修一
- 後藤茂之
- 宮下一郎

- 武藤容治
- 上川陽子
- 鈴木淳司
- 江﨑鐵磨
- 上野賢一郎
- 左藤章
- 渡嘉敷奈緒美
- 北川知克
- 盛山正仁
- 関芳弘
- 奥野信亮
- 中山泰秀
- 大塚高司
- 原田憲治

- 橋本岳
- 平口洋
- 寺田稔
- 泉原保二
- 原田義昭
- 三原朝彦
- 冨岡勉
- 木原稔
- 保岡興治
- 西銘恒三郎
- 西川京子
- 林田彪

公明党
6名
- 上田勇
- 太田昭宏
- 伊藤渉
- 北側一雄
- 赤羽一嘉
- 桝屋敬悟

日本維新の会
6名
- 石原慎太郎
- 山田宏
- 中田宏
- 藤井孝男
- 西村眞悟
- 中山成彬

無所属
1名
- 長崎幸太郎

### 引退・不出馬
計43名
民主党 
18名
- 鳩山由紀夫（北海道9区）[29]
- 渡部恒三（福島4区）
- 長島一由（神奈川4区）
- 羽田孜（長野3区）
- 中井洽（三重1区）
- 稲見哲男（大阪5区）[30]
- 中野寛成（大阪8区）

- 滝実（奈良2区）
- 山口和之（比例東北）[31]
- 渡部一夫（比例東北）
- 野木実（比例北関東）
- 玉木朝子（比例北関東）[32]
- 藤井裕久（比例南関東）

- 石毛鍈子（比例東京）[33]
- 沓掛哲男（比例北陸信越）
- 金森正（比例東海）[34]
- 山田良司（比例東海）
- 玉置公良（比例近畿）[35]

自由民主党
12名
- 福田康夫（群馬4区）
- 森喜朗（石川2区）
- 西野陽（大阪13区）[30]
- 田野瀬良太郎（奈良4区）
- 村田吉隆（岡山5区）[36][37]
- 大野功統（香川3区）

- 古賀誠（福岡7区）
- 武部勤（比例北海道）
- 長勢甚遠（比例北陸信越）
- 近藤三津枝（比例近畿）[36]
- 柳本卓治（比例近畿）[38]
- 中川秀直（比例中国）

日本未来の党
1名
- 石田三示（比例南関東）

公明党 
6名
- 遠藤乙彦（比例北関東）
- 坂口力（比例東海）
- 西博義（比例近畿）
- 赤松正雄（比例近畿）
- 池坊保子（比例近畿）
- 東順治（比例九州）

日本共産党
1名
- 吉井英勝（比例近畿）

社会民主党
1名
- 重野安正（大分2区）

無所属
4名
- 平山泰朗（東京13区）
- 土肥隆一（兵庫3区）
- 中島政希（比例北関東）[39]
- 与謝野馨（比例東京）

### 落選
計220名
落選者は前職者のみ表記。
民主党
155名
- 三井辨雄
- 鉢呂吉雄
- 佐々木隆博
- 仲野博子
- 逢坂誠二
- 山岡達丸
- 小平忠正
- 山崎摩耶
- 田名部匡代
- 津島恭一
- 橋本清仁
- 石山敬貴
- 寺田学
- 川口博
- 鹿野道彦
- 福島伸享
- 石津政雄
- 高野守
- 大泉博子
- 柳田和己
- 石森久嗣
- 工藤仁美
- 宮崎岳志
- 桑原功
- 柿沼正明
- 石田勝之
- 細川律夫
- 神風英男
- 小野塚勝俊
- 五十嵐文彦
- 本多平直

- 森岡洋一郎
- 中野譲
- 高山智司
- 村越祐民
- 松崎公昭
- 谷田川元
- 中林美恵子
- 三村和也
- 勝又恒一郎
- 田中慶秋
- 池田元久
- 首藤信彦
- 城島光力
- 中塚一宏
- 橘秀徳
- 本村賢太郎
- 神山洋介
- 網屋信介
- 斎藤勁
- 坂口岳洋
- 中山義活
- 藤田憲彦
- 手塚仁雄
- 小宮山洋子
- 江端貴子
- 田中美絵子
- 早川久美子
- 末松義規
- 加藤公一
- 山花郁夫
- 櫛渕万里

- 阿久津幸彦
- 竹田光明
- 吉田公一
- 西村智奈美
- 黒岩宇洋
- 田中眞紀子
- 筒井信隆
- 村井宗明
- 奥田建
- 近藤和也
- 笹木竜三
- 糸川正晃
- 松宮勲
- 下条みつ
- 矢崎公二
- 若泉征三
- 柴橋正直
- 園田康博
- 阿知波吉信
- 牧野聖修
- 津川祥吾
- 小山展弘
- 田村謙治
- 斉木武志
- 斉藤進
- 吉田統彦
- 山尾志桜里
- 伴野豊
- 岡本充功
- 磯谷香代子
- 森本和義

- 森本哲生
- 藤田大助
- 川端達夫
- 田島一成
- 奥村展三
- 北神圭朗
- 小原舞
- 藤村修
- 松岡広隆
- 大谷信盛
- 平野博文
- 樽床伸二
- 樋口俊一
- 森山浩行
- 長安豊
- 井戸正枝
- 向山好一
- 高橋昭一
- 梶原康弘
- 市村浩一郎
- 石井登志郎
- 室井秀子
- 浜本宏
- 岡田康裕
- 吉川政重
- 大西孝典
- 湯原俊二
- 小室寿明
- 高井崇志
- 花咲宏基
- 松本大輔

- 橋本博明
- 空本誠喜
- 三谷光男
- 和田隆志
- 平岡秀夫
- 中屋大介
- 三浦昇
- 仙谷由人
- 高井美穂
- 仁木博文
- 永江孝子
- 白石洋一
- 高橋英行
- 松本龍
- 稲富修二
- 藤田一枝
- 楠田大蔵
- 古賀一成
- 野田国義
- 山本剛正
- 緒方林太郎
- 城井崇
- 川越孝洋
- 宮島大典
- 吉良州司
- 横光克彦
- 川村秀三郎
- 道休誠一郎
- 川内博史
- 打越明司
- 皆吉稲生

自由民主党
2名
- 加藤紘一
- 長尾敬[注釈 5]

日本未来の党
51名
- 横山北斗
- 中野渡詔子
- 斎藤恭紀
- 高松和夫
- 京野公子
- 石原洋三郎
- 太田和美
- 菊池長右ェ門
- 小泉俊明
- 山岡賢次
- 松崎哲久

- 石井章
- 黒田雄
- 岡島一正
- 三宅雪子
- 相原史乃
- 内山晃
- 金子健一
- 中後淳
- 岡本英子
- 山崎誠

- 樋高剛
- 大山昌宏
- 木内孝胤
- 木村剛司
- 東祥三
- 初鹿明博
- 渡辺浩一郎
- 川島智太郎
- 加藤学
- 笠原多見子

- 橋本勉
- 小林正枝
- 佐藤夕子
- 牧義夫
- 水野智彦
- 小林興起
- 三輪信昭
- 豊田潤多郎
- 熊田篤嗣
- 萩原仁

- 渡辺義彦
- 大谷啓
- 辻恵
- 中川治
- 熊谷貞俊
- 福田衣里子
- 菅川洋
- 古賀敬章
- 山田正彦
- 福嶋健一郎

日本維新の会
2名
- 川口浩
- 中津川博郷

みんなの党 
2名
- 富岡芳忠
- 平智之

社会民主党
3名
- 吉泉秀男
- 服部良一
- 中島隆利

新党大地
2名
- 浅野貴博
- 松木謙公

国民新党
2名
- 下地幹郎
- 中島正純

新党日本
1名
- 田中康夫

無所属 
2名
- 横粂勝仁
- 瑞慶覧長敏

### 記録的当選・落選者
- 最年少当選者：今枝宗一郎（自民・愛知14区） 28歳9ヶ月
- 最高齢当選者：石原慎太郎（維新・比例東京） 80歳2ヶ月
- 最多得票当選者：河野太郎（自民・神奈川15区） 192,604票
- 最少得票当選者：赤嶺政賢（共産・沖縄1区） 27,856票
- 最少得票選挙区当選者：福井照（自民・高知1区） 44,027票
- 最多得票落選者：山尾志桜里（民主・愛知7区） 92,398票
- 最多得票選挙区落選者：松原仁（民主・東京3区） 120,298票
- 惜敗率最高当選者：大島敦（民主・埼玉6区）　99.78%
- 惜敗率最低当選者：村上史好（未来・大阪6区） 38.14%
- 惜敗率最高落選者：川端達夫（民主・滋賀1区） 90.58%[注釈 6]
- 最高得票率当選者：石破茂（自民・鳥取1区） 84.50%
- 最多当選：小沢一郎（日本未来の党・岩手4区）15回（連続）

## 選挙後

### 国会
第182回国会（特別会）
会期：2012年12月26日 - 12月28日
- 衆議院議長選挙（2012年12月26日　投票者数：477 過半数：239）

伊吹文明　（自民党）：475票
赤松広隆　（民主党）：002票
- 衆議院副議長選挙（2012年12月26日　投票者数：477 過半数：239）

赤松広隆　（民主党）：475票
伊吹文明　（自民党）：001票
無効　　　　　　　　　：001票
- 内閣総理大臣指名選挙（2012年12月26日）

衆議院議決（投票者数：478　過半数：240）
安倍晋三　（自民党）：328票
海江田万里（民主党）：057票
石原慎太郎（日本維新の会）：054票
渡辺喜美　（みんなの党）：018票
志位和夫　（共産党）：008票
森裕子　（日本未来の党）：007票
福島瑞穂（社民党）：002票
自見庄三郎（国民新党）：001票
無効　　　　　　　　　：003票

## 選挙特別番組

### テレビ
地上波
- NHK総合テレビ『衆院選2012開票速報』放送時間：午後7時55分 - 17日午前4時30分（司会：武田真一、守本奈実（いずれもNHKアナウンサー））[40]
- NNN・日テレNEWS24（CS）・BS日テレ『ZERO×選挙2012』 放送時間：午後7時59分 - 午後9時00分（CS・BS）・午後9時39分 - 17日午前4時00分（地上波）（司会：村尾信尚、鈴江奈々（日本テレビアナウンサー）、藤井貴彦（日本テレビアナウンサー）、小熊美香（日本テレビアナウンサー）、櫻井翔（嵐）ほか）[41][42][43]
- ANN『選挙STATION2012』 放送時間：午後7時56分 - 17日午前3時30分（司会：古舘伊知郎、小川彩佳（テレビ朝日アナウンサー）、田原総一朗ほか）[44]
  - テレビ朝日系列（一部地域のみ）『選挙情報2012』放送時間：17日午前3時30分 - 4時55分[45]
- JNN『乱!総選挙2012』 放送時間：午後7時57分 - 17日午前2時30分（司会：堀尾正明、膳場貴子、上田晋也（くりぃむしちゅー））[46][47]
  - TBS系列（一部地域除く）『乱!総選挙2012 ニッポンのよあけ』 放送時間：17日午前2時30分 - 5時00分（司会：中西哲生、荻上チキ、岡村仁美（TBSアナウンサー））[47][48]。
- TXN・BSジャパン『池上彰の総選挙ライブ』 放送時間：午後7時54分 - 17日午前0時24分（司会：池上彰、大江麻理子（テレビ東京アナウンサー））[49][50]
  - テレビ東京『TXN総選挙特番』 放送時間：17日午前1時00分 - 1時30分（司会：大浜平太郎、相内優香）
- FNN『FNN総選挙2012 ニッポンの決意 JAPAN'S DECISION』 放送時間：午後7時58分 - 17日午前2時00分（司会：安藤優子、三宅正治（フジテレビアナウンサー）、宮根誠司）[51]
  - フジテレビ系列『ニッポンの選択・ビギンズ』放送時間：17日午前7時00分 - 11時30分（司会：小倉智昭、菊川怜、三宅正治（フジテレビアナウンサー）、生野陽子（フジテレビアナウンサー）ほか）[52]

BS/CS
- BS11『総選挙 政権選択のとき』 放送時間：午後8時00分 - 午後10時00分（第1部）、午後11時30分 - 17日午前1時00分（第2部）[53]。
- 日テレNEWS24（CS）・BS日テレ『全部見せます!開票速報24』放送時間：午後9時00分 - 17日午前4時00分（司会：舟橋明恵、青木源太（日本テレビアナウンサー）、坂木萌子、小栗泉（日本テレビ報道局）、菊池正史（日本テレビ報道局））[54]
- TBSニュースバード（CS）『すべて見せます!最終議席まで』放送時間：午後7時55分 - 17日午前1時30分（第1部）、17日午前1時30分 - 午前2時30分（第2部）、17日午前2時30分 - 午前6時00分（第3部）[48][55]。
- 日経CNBC（CS）『衆院選SP ザ!闘論〜ニッポンの選択〜』放送時間：午後7時58分 - 午後10時00分
  - 『衆院選SP ニッポンの進路』放送時間：午後11時00分 - 17日午前0時30分[56]

### ラジオ
全国
- NHKラジオ第1放送『衆院選2012開票速報』
- TBSラジオ『TBS・JRN総選挙スペシャル2012〜私たちは何を選んだのか〜』放送時間：午後7時57分 - 17日午前2時00分（一部時間帯、JRN系列全国ネット／司会進行：麻木久仁子、荻上チキ）
  - TBSラジオ『TBS・JRN続・総選挙スペシャル2012〜で、この国を動かすには?』放送時間：17日午前2時00分 - 午前4時00分（司会進行：津田大介）
- 文化放送『衆議院議員選挙開票特別番組 政権選択選挙スペシャル〜決戦!480議席〜』放送時間：午後7時30分 - 17日午前1時00分（司会：大竹まこと、阿川佐和子）[57]
- ニッポン放送『ザ・ボイス 衆議院選挙スペシャル そこまで言うか!』放送時間：午後7時59分 - 17日午前1時00分（アンカーマン：飯田浩司、出演：勝谷誠彦、青山繁晴、解説：加藤清隆、浅川博忠）[58]
- アール・エフ・ラジオ日本『報道特別番組『衆議院選挙開票速報』　第1部「だれに託す日本」』放送時間：午後8時30分 - 午後10時00分（司会：飯島理之）
  - アール・エフ・ラジオ日本『報道特別番組『衆議院選挙開票速報』　第2部「これからの政局」』放送時間：午後11時00分 - 午後11時30分（解説：高倉亨）<
- TOKYO FM『2012年 衆議院選挙特別番組 列島タイムライン 第1部・開票スペシャル』放送時間：午後10時00分 - 17日午前0時00分（JFN系列全国ネット／司会：島田雅彦、村田睦）
  - TOKYO FM『2012年 衆議院選挙特別番組 列島タイムライン 第2部・ニッポンの行方』放送時間：17日午前0時00分 - 午前2時00分（JFN系列全国ネット／司会：伊藤洋一、今井広海）

ローカル
- CBCラジオ『第46回衆議院議員 開票特別番組』放送時間：午後11時00分 - 17日午前0時30分
- MBSラジオ『「報道するラジオ」総選挙開票特別番組 “それで、どうなる!”』放送時間：午後8時00分 - 17日午前0時30分（司会：水野晶子、亀井希生）
- ABCラジオ『ABCラジオ衆議院総選挙報道特別番組　ほりナビ選挙スペシャル』放送時間：午後9時00分 - 午後11時00分（司会：堀江政生）
- ラジオ大阪『2012総選挙開票特別番組〜消費増税・原発・どうなるニッポン！〜』放送時間：午後8時00分 - 午後10時15分
- RKBラジオ『第46回 衆議院議員選挙特別番組〜どうなる？これからのニッポン〜』放送時間：午後8時00分 - 午後8時30分・午後9時24分 - 午後10時30分・午後11時00分 - 午後11時30分（司会：中西一清、本庄麻里子、吉田宏）
- KBCラジオ『KBCラジオ衆議院総選挙開票スペシャル〜選択！日本の未来』放送時間：午後8時00分 - 17日午前0時00分（司会：武内裕之、奥田智子、須田慎一郎）
- RBCiラジオ『沖縄も全国も完全網羅！第46回衆院選開票特別番組』放送時間：午後8時00分 - 17日午前2時00分（司会：土方浄、宗前清貞、與儀幸博）

## 訴訟
- 一票の格差訴訟で、前回の第45回総選挙での格差は最高裁判所によって「違憲状態」と判断されている。この総選挙も同じ制度下で執行されたため、同様の訴訟が提起されれば違憲・選挙無効の判断が下される可能性が指摘されていた。違憲が指摘されるなか総選挙が行われることは極めて不当と弁護士グループは選挙差し止めを求めた訴訟を起こしたが、最高裁は11月30日「差し止め訴訟ができる法律上の規定はなく、訴えは不適法」として上告を棄却し請求を却下した一審と二審判決が確定した[59]。なお、解散直前の国会で一票の格差を縮小させるため、小選挙区で0増5減を図る公職選挙法の改正案が成立したが、対象となる小選挙区の区割りおよび有権者に対する周知が間に合わないため今回の選挙では採用されない[60]。なお、前回総選挙当時最大2.305倍だった格差は公示日現在で2.428倍に、格差が2倍を超える選挙区も公示日現在で72に拡大した[61]。なお、最も1票の価値が軽い選挙区であった千葉県第4区は野田首相（当時）の地元である[62]。
- 選挙翌日の12月17日には、一票の格差が是正されないまま行われた選挙は憲法違反であるとして、全国の弁護士グループが選挙無効を求めて一斉に提訴した。訴状の提出先は全国14箇所の高等裁判所（支部を含む）である[63]。
- 上記の一連の提訴に対しては、2013年3月6日から3月27日にかけて14箇所の高等裁判所全てが判決を出し、いずれも「選挙は違憲」もしくは「違憲状態」とする内容であった。このうち広島高等裁判所（2013年3月25日）および同岡山支部（同年3月26日）が「選挙は無効」とする判決を出し、日本国内の全ての全国紙および地方紙が戦後初の画期的な判決として大きく報道した。これに対し、同年11月20日、最高裁判所の大法廷は、一票の格差が是正されない状態で選挙が行われた問題については「違憲状態」としながらも、選挙自体は有効であるとする判決を下した。
- 福島県では、全ての投票所で投票時刻が1時間から4時間繰り上げられたが、これは公職選挙法で認められている特別の事情に当たらず違法だとして、福島県の女性らのグループが福島4区と5区の選挙無効を求めて仙台高等裁判所に提訴した。提訴は2013年1月15日付。投票時刻を繰り上げなければ、別の候補者が当選していた可能性があったとしている[64]。同年4月11日、原告が両選挙区の有権者ではないため、「原告適格を満たしていない」として訴えは退けられた[65]。

## その他
- 解散時点で参議院議員だった11人が衆議院に鞍替え立候補し、2人が辞職、9人が失職した。その結果、第21回参議院議員通常選挙（2007年）の比例代表候補2人（自民1、民主1）と第22回参議院議員通常選挙（2010年）の比例代表候補3人（みんなの党）の計5人が繰り上げ当選した[66]。選挙区選出議席のうち第22回参院選選出の1議席は2013年4月に補欠選挙が実施され、第21回参院選選出の5議席は2013年7月の第23回参議院議員通常選挙まで欠員となる[67]。
- 解散から公示までの間に第3極と呼ばれる政党の離合集散が相次いだため、投票啓発ポスターなどの文言の一部が特定の党名を連想させかねないものとなってしまい、岡山県倉敷市と笠岡市のように修正を余儀なくされた自治体もあった[68]。
- 12もの政党が候補者を擁立したために政見放送に要する時間も長くなり、首都圏（関東地方及び山梨県）ではNHKでの放送時間が2009年（平成21年）の第45回衆議院議員総選挙での32時間38分を大幅に超え、49時間26分に及ぶ見込みとなった[69]。
- 12月7日17時18分頃に三陸沖で最大震度5弱の地震が発生、東北地方から関東地方にかけての太平洋沿岸に津波警報・津波注意報が発表された。この時、NHK総合テレビ（首都圏）では比例代表南関東ブロックの政見放送を放送していたが、17時20分頃に中断、臨時ニュースに切り替わった[70]。また12日にも北朝鮮によるミサイル発射があったため[71]、NHK総合テレビ（首都圏）で10時台に放送を予定していた政見放送が中止された。
- この総選挙では、埼玉県内の各小選挙区にて白票などの無効票が10万9,874票も投じられたことが同県選挙管理委員会の取りまとめで判明している[72]。
- 当時、最高裁判所裁判官の一人であった須藤正彦は、この総選挙に伴って行われた最高裁判所裁判官国民審査を受けたが、須藤はそのわずか10日後の12月26日に定年退官することが決まっていた。従って、この総選挙が12月27日以降に行われた場合、須藤は国民審査を受けることなく退官していたことになる[73]。